# Kazimierz Sołtysik (1893–1939)
Kazimierz Józef Sołtysik (ur. 2 marca 1893 w Przemyślu, zm. 11 listopada 1939 w Lasach Piaśnickich) – polski nauczyciel i żołnierz.

## Życiorys
W 1911 roku ukończył gimnazjum i konserwatorium muzyczne we Lwowie, następnie do 1915 studiował polonistykę na Uniwersytecie Jana Kazimierza. Podczas studiów pracował w akademickim kole Towarzystwa Szkoły Ludowej i w Związku Młodzieży Polskiej „Zet”. 
Po wybuchu I wojny światowej na początku sierpnia 1914 roku wstąpił do Legionu Wschodniego. Po upadku Legionu został powołany do Armii Austro-Węgierskiej, pełnił służbę pozafrontową. W 1918 roku ukończył szkołę oficerską w Lublinie w stopniu sierżanta podchorążego. Został internowany w 1918 roku podczas powrotu do Lwowa przez władze Ukrainy i był przetrzymywany przez ponad pół roku. Od 1919 roku do 1920 służył w Wojsku Polskim i został dowódcą łączników konnych, brał udział w wojnie polsko-ukraińskiej. 
Po wojnie powrócił do Lwowa, gdzie pracował przez kilka lat jako dziennikarz. Następnie pracował jako nauczyciel w gimnazjum w Złoczowie (1923–1928). Podczas pracy nauczyciela ukończył studia humanistyczne przerwane przez wojnę. W 1924 roku został mianowany podporucznikiem. W styczniu 1929 roku został nauczycielem języka polskiego w polskiej szkole w Gdańsku. Kierował również uczniowską biblioteką w tamtejszej szkole. W tamtym czasie prowadził wykłady dla polskiej załogi na Westerplatte. 
W roku 1933 Gdańska Macierz Szkolna powierzyła mu zadanie zorganizowania dla polskiej młodzieży szkoły średniej. Wypełnił to zadanie i 31 grudnia 1934 rozpoczął działalność jako dyrektor Szkoły Średniej Macierzy Szkolnej w Gdańsku, mieszczącej się w budynku dawnej Dyrekcji Kolei. Został powołany na stanowisko rzeczoznawcy Komisariatu Generalnego Rzeczypospolitej Polskiej w Gdańsku jako specjalista zagadnień szkolnictwa polskiego w II Wolnym Mieście Gdańsku. Brał udział w rozmowach z Senatem Wolnego Miasta Gdańska. Pełnił funkcję przewodniczącego Zarządu Koła Przyjaciół Harcerstwa i członka Komisji Rewizyjnej Okręgu Związku Harcerstwa Polskiego w Gdańsku. Po wybuchu II wojny światowej został aresztowany w Gdyni, prawdopodobnie został rozstrzelany 11 listopada 1939 roku w lasach Piaśnicy koło Wejherowa.

## Życie prywatne
Był jednym z dziewięciu synów Antoniego i Anny zd. Dąbrowskiej. Był żonaty z Heleną z d. Małaczyńską (zm. 4 lutego 1960 w Orłowie), miał syna Andrzeja (1922–1999), który po wojnie zamieszkał w Anglii.

## Upamiętnienie
Został pośmiertnie odznaczony Złotym Krzyżem Zasługi „za działalność kulturowo-oświatową”. 20 marca 1965 r. Szkoła Podstawowa nr 58 w Gdańsku przyjęła jego imię.